# Doeke Sijens
Doeke Sijens (Hantum, 9 maart 1955) is een schrijver in het Fries en in het Nederlands. Naast fictie schrijft Sijens biografieën en monografieën over schrijvers en kunstenaars. 

## Biografie
Doeke Sijens groeide op in Hantum. In 1973 vertrok hij naar Groningen om een opleiding te volgen aan de bibliotheekacademie. Hij werkte eerst als bibliothecaris, later als leidinggevende binnen de Openbare Bibliotheek Groningen, die in 2019 onderdeel werd van het Forum Groningen. Voor het blad Trotwaer, dat opging in De Moanne, schreef hij verhalen en essays in het Fries. Hij was ook redacteur bij deze bladen. Sinds 2011 is hij redactielid van het blad Fryslân.
Sinds 2011 schrijft hij recensies over Friese literatuur in de Leeuwarder Courant. Hij is vaste medewerker van het literaire weblog Tzum.
De schrijver Trinus Riemersma is een oom van Doeke Sijens.
Sijens schrijft over literaire onderwerpen en kunst, met als specialisatie het kunstenaarscollectief De Ploeg. Jarenlang schreef hij voor en verzorgde hij mede de eindredactie van het Ploeg Jaarboek. Hij is lid van het bestuur van de Stichting Johan Dijkstra.

## Prijzen
- 1993 - Rely Jorritsmapriis voor het verhaal 'Op it eilân'
- 2002 - Fedde Schurerpriis voor Sa’n tûzen blauwe skriften - biografy fan Reinder Brolsma